# Cueva Cadomin
Cueva Cadomin es una cueva natural de piedra caliza en las Montañas Rocosas canadienses cerca de la ciudad de Cadomin, provincia de Alberta.
Cadomin se encuentra dentro de la montaña Leyland a una altitud de 1890 m, y se formó en las gruesas piedras calizas de la Formación Palliser. La cueva consta de una serie superior de capa freática amplia y algunos pasajes más pequeños. Sólo hay una entrada conocida. Cadomin debe su nombre a la ciudad de Cadomin, un acrónimo de una empresa minera de Canadá  llamada «Canada Dominion Mining company».